# Esnagi Lake
Der Esnagi Lake ist ein See im Algoma District der kanadischen Provinz Ontario.

## Lage
Der Esnagi Lake befindet sich 70 km nördlich von Wawa sowie 30 km nördlich von Dubreuilville. Der See liegt auf 344 m Höhe im Bereich des Kanadischen Schilds. Er liegt 60 km nördlich von Wawa und 55 km östlich von White River. Der See wird vom Oberlauf des Magpie River von Norden nach Süden über seine gesamte Länge von 34 km durchflossen. Die maximale Breite des Sees liegt bei 4 km.
Am Südende des Sees verläuft die Bahnstrecke der Canadian Pacific Railway. Der Haltepunkt Swanson liegt am Seeufer. Der See ist entweder per Wasserflugzeug oder per Zug erreichbar.

## Seefauna
Der Esnagi Lake ist Ziel von Angeltouristen, die im See Glasaugenbarsch, Hecht, Heringsmaräne und Amerikanischen Flussbarsch fangen.